# اش آدامز
اش آدامز (انگلیسی: Ash Adams؛ زادهٔ ۷ فوریهٔ ۱۹۶۴) هنرپیشه اهل ایالات متحده آمریکا است. وی از سال ۱۹۸۴ میلادی تاکنون مشغول فعالیت بوده‌است.
از فیلم‌ها یا برنامه‌های تلویزیونی که وی در آن نقش داشته‌است می‌توان به شیردل، بیگانه و کابوس در خیابان الم اشاره کرد.